# Велике герцогство Гессенське
Велике герцогство Гессенське (нім. Großherzogtum Hessen), часто також Гессен-Дармштадт (нім. Hessen-Darmstadt) — держава, що існувала в 1806—1918 роках на території сучасної Німеччини. Гессен-Дармштадтське ландграфство на чолі з Гессенською династією стало герцогством після розпуску Священної Римської імперії в 1806 році.
У 1949 році велика частина герцогства разом з колишньою прусською провінцією Гессен-Нассау і районом Вальдек Рейнської провінції увійшли до складу федеральної землі Гессен. Рейнський Гессен — до складу землі Рейнланд-Пфальц.

## Державний устрій
Глава держави — Великий Герцог. Законодавчий орган — Земські штати (Hessische Landstände), складалися з Першої палати (Erste Kammer), титулованого дворянства, і Другої палати (Zweite Kammer), що обиралася виборцями на основі майнового цензу терміном на 5 років. Виконавчий орган — Гессенське загальне міністерство (Hessische Gesamtministerium), призначалося Великим Герцогом.

## Великі герцоги, 1806—1918
- Людвіг I (1806—1830)
- Людвіг II (1830—1848)
- Людвіг III (1848—1877)
- Людвіг IV (1877—1892)
- Ернст Людвіг (1892—1918)